# Schwetschkea laxa
Schwetschkea laxa är en bladmossart som beskrevs av Georg Friedrich von Jaeger 1878. Schwetschkea laxa ingår i släktet Schwetschkea och familjen Leskeaceae. Inga underarter finns listade i Catalogue of Life.